# Cody Simpson
Cody Robert Simpson (ur. 11 stycznia 1997 w Gold Coast) – australijski piosenkarz oraz autor tekstów wykonujący utwory pop i R&B, aktualnie współpracujący z amerykańską wytwórnią Atlantic Records.

## Wczesne lata
Jest najstarszym synem Brada oraz Angie Simpsonów. Posiada dwoje młodszego rodzeństwa Toma i Alli. Jest pływakiem. Wygrał dwa złote medale na mistrzostwach stanu Queensland. Simpson trenował w Miami Swimming Club pod okiem trenera Kena Nixona.

## Kariera
Zasłynął latem 2009 dzięki wstawianiu filmów, w których śpiewał przeboje m.in. Justina Timberlake’a i The Jackson 5 oraz własne utwory „One” i „Perfect”. Po jakimś czasie odkrył go Shawn Campbell.
Jego debiutancki singiel iYiYi nagrany z amerykańskim raperem Flo Ridą ukazał się 15 maja 2010. Premiera teledysku miała miejsce 30 czerwca 2010. W czerwcu 2010 Cody przeprowadził się do Los Angeles, aby nagrywać nowe utwory we współpracy z Atlantic Records. 22 czerwca 2010 ogłosił na antenie stacji telewizyjnej Sunrise, że weźmie udział w trasie koncertowej po Stanach Zjednoczonych Camplified 2010 Tour. Trasa rozpoczęła się 5 czerwca 2010, a zakończyła 3 sierpnia 2010. Była to pierwsza trasa koncertowa Simpsona. 21 grudnia 2010 wydał minialbum pt. 4 U.
Na początku 2011 nagrał piosenkę do filmu Hop!. Od 17 marca do 20 maja 2014 brał udział w osiemnastej edycji amerykańskiego programu Dancing with the Stars. Jego partnerką była Witney Carson, z którą zajął dziewiąte miejsce.
1 maja 2015 wystąpił w klubie Palladium w Warszawie.

## Życie prywatne
W latach 2013–2015 spotykał się z Gigi Hadid. W październiku 2019 ogłosił związek z Miley Cyrus. W połowie sierpnia 2020 roku rozstali się.

## Dyskografia
Albumy studyjne
- Paradise (2012)
- Surfer's Paradise (2013)

Minialbumy (EP)
- 4 U (2010)
- IYIYI (2010)
- Coast to Coast (2011)
- Free (2015)

Single
- 2010 – „iYiYi”
- 2010 – „Summertime”
- 2011 – „On My Mind”
- 2011 – „All Day”
- 2011 – „Not Just You”
- 2011 – „Angel”
- 2011 – „I Want Candy”
- 2011 – „Evenings in London”
- 2012 – „So Listen” (feat. T-Pain)
- 2012 – „Got Me Good”
- 2012 – „Wish U Were Here (feat. Becky G)
- 2012 – „I Feel So Close to You”
- 2013 – „Awake All Night”
- 2013 – „Pretty Brown Eyes”
- 2013 – „La Da Dee”
- 2013 – „Summertime of Our Lives”
- 2014 – „Surfboard”
- 2014 – „No Ceiling”
- 2014 – „Love”
- 2015 – „Flower”
- 2015 – „New Problems”

## Filmografia
| Rok  | Tytuł          | Rola   | Adnotacje     |
| ---- | -------------- | ------ | ------------- |
| 2011 | Z innej beczki | on sam | rola gościnna |
| 2012 | Finding Cody   | on sam | główna rola   |

## Nagrody oraz nominacje
| Rok  | Typ                                            | Nagroda                          | Wynik     |
| ---- | ---------------------------------------------- | -------------------------------- | --------- |
| 2010 | Nickelodeon Australian Kids Choice Awards 2010 | Fresh Aussie Musos               | Wygrana   |
| 2010 | Breakthrough Of The Year Awards 2010           | Przełomowa internetowa sensacja  | Wygrana   |
| 2012 | Kids' Choice Awards 2012                       | Ulubiona gwiazda                 | Wygrana   |
| 2013 | MTV EMA 2013                                   | Najlepszy australijski wykonawca | Wygrana   |
| 2013 | MTV EMA 2013                                   | Międzynarodowy artysta           | Nominacja |
| 2013 | MTV EMA 2013                                   | Wschodzący artysta               | Nominacja |